# Flugunfall einer Boeing 707 der Sudania Air Cargo bei Nairobi
Der Flugunfall einer Boeing 707 der Sudania Air Cargo bei Nairobi ereignete sich am 4. Dezember 1990. An diesem Tag wurde die auf einem Frachtflug von Khartum nach Nairobi eingesetzte Boeing 707-321C mit dem Luftfahrzeugkennzeichen ST-SAC im Landeanflug auf den Flughafen Nairobi-Jomo Kenyatta bei schlechter Sicht ins Gelände geflogen, kollidierte mit Strommasten und stürzte zu Boden, wobei alle zehn Insassen an Bord ums Leben kamen.

## Maschine
Das betroffene Flugzeug war eine im Jahr 1968 auf dem Boeing Field, Washington gebaute Boeing 707-321C mit der Werknummer 19377 und der Modellseriennummer 666.
Die Maschine wurde zunächst mit dem Luftfahrzeugkennzeichen N474PA auf den Hersteller zugelassen und absolvierte am 11. Januar 1968 ihren Erstflug, sechs Tage später übernahm die Pan American World Airways die Maschine und gab ihr den Taufnamen Clipper Morning Glory. Ab dem 18. November 1975 war die Maschine dann auf Atasco-Israel zugelassen, ab dem 3. April 1976 mit dem Kennzeichen F-BYCP auf Air France, die die Boeing in eine Frachtmaschine umbauen ließ und vom 21. April 1976 bis zum 28. Juni 1981 nutzte. Anschließend wurde die Maschine vom Flughafen Abu Dhabi zum Flughafen Paris-Orly geflogen und dort eingelagert. Ab dem 11. Dezember 1981 war die Maschine auf Pan Aviation zugelassen und von diesem Datum bis zum 20. Dezember 1982 an die Liberia World Airlines verleast, bei der sie das Kennzeichen EL-AJA trug. Im Anschluss wurde die Maschine wieder an Pan Aviation retourniert, die sie im April 1983 an Tradewinds/Gemini weiterverleast. Von November 1983 bis Juni 1984 war die Maschine an Intercontinental Airways verleast. Ab dem 5. Juli 1984 war die Maschine mit dem Kennzeichen N5366Y auf die Pan Aviation zugelassen, anschließend wurde sie auf das Luftfahrzeugkennzeichen N721GS umgemeldet. Im April 1990 wurde die Maschine auf N791PA auf Comtran International zugelassen, ab dem 10. Januar 1990 trug die Maschine dann das Kennzeichen ST-SAC und war auf die Sudania Air Cargo zugelassen. Das vierstrahlige Langstreckenflugzeug war mit vier Mantelstromtriebwerken des Typs Pratt & Whitney JT3D-3B ausgestattet.

## Unfallhergang
Der Anflug der Maschine auf den Flughafen Nairobi-Jomo Kenyatta erfolgte bei schlechter Sicht und unter widrigen Wetterverhältnissen. Die Sichtweite betrug nur 500 Meter und die Wolkendecke befand sich in 100 Fuß Höhe. Die Piloten erhielten von der Flugsicherung in Nairobi eine Freigabe zur Landung auf der Landebahn 06 des Flughafens. Als die Besatzung nicht in der Lage war, die Landebahn auszumachen, entschied der Kapitän, den Anflug abzubrechen und leitete einen Fehlanflug ein. Ein paar Minuten später, während die Piloten einen zweiten Anflug durchführten, wurde die Maschine unter den Gleitpfad geflogen, streifte einen Strommast, wurde in Hochspannungskabel geflogen und stürzte fünf Kilometer vor der Landebahn 06 zu Boden. Bei dem Aufprall geriet die Maschine in Brand, alle 10 Insassen wurden getötet.

## Ursache
Die Unfallermittler hielten es für plausibel, dass die Piloten unter die Mindestsinkflughöhe gesunken waren, da sie einen Sichtkontakt mit dem Boden herstellen wollten. Die Piloten hätten es zudem beim ersten Fehlanflug versäumt, Standardverfahren für Fehlanflüge durchzuführen. Die Maschine sei zudem nicht mit einem Ground Proximity Warning System ausgestattet gewesen, das die Piloten vor der bevorstehenden Kollision mit dem Boden hätte warnen können.